# هايلي تشيس
هايلي تشيس (بالإنجليزية: Hayley Chase)‏ هي ممثلة أمريكية، ولدت في 16 أغسطس 1991 في الولايات المتحدة.

## وصلات خارجية
- هايلي تشيس على موقع IMDb (الإنجليزية)
- هايلي تشيس على موقع ألو سيني (الفرنسية)
- هايلي تشيس على موقع أول موفي (الإنجليزية)
- هايلي تشيس على موقع قاعدة بيانات الفيلم (الإنجليزية)
- هايلي تشيس على موقع كينوبويسك (الروسية)